# ابوی مدا
ابوی مدا (به لاتین: Abuye Meda) یک کوه در اتیوپی است که در منطقه امهارا واقع شده‌است. ابوی مدا ۴٬۰۱۲ متر بالاتر از سطح دریا واقع شده‌است.